# Sinister
Sinister (v českém překladu z angličtiny zlověstný) je nizozemská death metalová kapela založená roku 1988. Patří mezi první nizozemské death metalové skupiny vedle např. Gorefest, Pestilence, Asphyx a Phlebotomized.
Debutové studiové album Cross the Styx vyšlo v roce 1992.
Kapela se v roce 2003 rozpadla, bubeník Aad Kloosterwaard a baskytarista Alex Paul založili kapelu No Face Slave. Avšak nový materiál byl tak podobný tvorbě Sinister, že se v roce 2005 rozhodli jméno Sinister vzkřísit (Kloosterwaard začal zpívat, Paul se chopil elektrické kytary a přibyli dva noví členové: baskytarista Bas van den Bogaard a bubeník Edwin van den Eeden). V kapele působila i zpěvačka Rachel Van Mastrigt-Heyzer (účinkovala na dvou albech Creative Killings a Savage or Grace).
K roku 2022 měli Sinister na kontě 14 řadových alb.

## Diskografie
Dema
- Perpetual Damnation (1990)
- Sacramental Carnage (1991)

Studiová alba
- Cross the Styx (1992)
- Diabolical Summoning (1993)
- Hate (1995)
- Aggressive Measures (1998)
- Creative Killings (2001)
- Savage or Grace (2003)
- Afterburner (2006)
- The Silent Howling (2008)
- Legacy of Ashes (2010)
- The Carnage Ending (2012)[2]
- The Post-Apocalyptic Servant (2014)
- Dark Memorials (2015)
- Syncretism (2017)
- Deformation of the Holy Realm (2020)

EP
- Sinister (1991)
- Bastard Saints (1994)[3]
- The Unborn Dead (2014)
- Gods of the Abyss (2017)

Singly
- Putrefying Remains / Spiritual Immolation (1990)

Kompilační alba
- Diabolical Summoning / Cross the Styx (1997)
- The Blood Past (2009)
- Hate & Bastard Saints (2009)
- Years of Massacre (2013)

Box sety
- The Nuclear Blast Recordings (2018) – sada 4 CD, obsahuje řadové desky Hate (1995), Aggressive Measures (1998), Savage or Grace (2003) a Afterburner (2006)
- The Classic Album Collection (2020) – sada 3 MC audiokazet, obsahuje řadové desky Cross the Styx (1992), Diabolical Summoning (1993) a Hate (1995)

Split nahrávky
- Sinister / Monastery (1991) – 7" vinyl společně s nizozemskou kapelou Monastery
- Where Dead Angels Lie / Bastard Saints (1996) – split MC audiokazeta společně se švédskou kapelou Dissection
- Hammer Smashed Face / Catatonia (2018) – 7" vinyl společně s německou kapelou Profanity

Samplery
- Where Is Your God Now... ? (1990) – sampler DSFA Records, další kapely jsou Acrostichon, Gorefest, Dead Head a Disfigure
- Promo EP I (1992) – sampler Nuclear Blast Records, další kapely jsou Afflicted, Resurrection a Hypocrisy

Videa
- Prophecies Denied (2009) – DVD